# Helicase
Helicaser er enzymer, der bidrager til DNA-replikation, transskription og andre cellulære processer. Når der skal foregå replikation, dvs. kopiering af DNA-strengen, skal de kodende baser blotlægges, men dette kræver, at DNA-strengens basepar adskilles først. Til denne proces bidrager helicase ved at katalysere opsplitningen af DNA'et i en replikationsgaffel.

## Fodnoter
1. ↑  Campbel, Neil A.; Cain, Michael L.; Jackson, Robert B.; Minorsky, Peter V.; Mitchell, Lawrence G.; Reece, Jane B.; Urry, Lisa A.; Wasserman, Steven A. "Genetics", Biology (9. globale udgave), Pearson, USA, side 360. ISBN 9780321739759.

| Biokemi | Spire Denne biokemiartikel er en spire som bør udbygges. Du er velkommen til at hjælpe Wikipedia ved at udvide den. |